# Anders Møller Christensen
Anders Møller Christensen (26 luglio 1977) è un ex calciatore danese, di ruolo difensore.